# Rhadinopasa hornimani
Rhadinopasa hornimani är en fjärilsart som beskrevs av Druce 1880. Rhadinopasa hornimani ingår i släktet Rhadinopasa och familjen svärmare. Inga underarter finns listade.